# Ceranchia apollina
Ceranchia apollina, la falena fantasma, è una falena della famiglia Saturniidae descritta per la prima volta da Arthur Gardiner Butler nel 1878. È l'unica del genere Ceranchia.
È endemica del Madagascar. La larva si nutre di oltre 50 piante diverse, tra cui Apocynaceae, Fabaceae, Rutaceae, Meliaceae e Myrtaceae. Come tutti i Saturniidae non si nutre nello stadio adulto, poiché il suo apparato boccale è vestigiale.